# Осада Кийево
Осада села Кийево стала одним из первых конфликтов на начальном этапе хорватской войны за независимость. Девятый корпус Югославской народной армии (ЮНА) под командованием полковника Ратко
Младича и силы обороны Сербской автономной области (САО) Краина под командованием главы полиции Книна Милана Мартича держали под блокадой населенное хорватами село Кийево с конца апреля по начало мая 1991 года. Переговоры, последовавшие за демонстрацией протеста в городе Сплит 6 мая, привели к снятию осады.
Однако силы ЮНА и САО Краина возобновили блокаду села в середине августа того же года. Кийево было занято югославскими и сербскими войсками 26 августа, после чего разграблено и сожжено. Эти боевые действия стали одним из первых случаев, когда части ЮНА открыто объединились с силами САО Краина в противостоянии с Хорватией. После того, как силы хорватской полиции отошли из села в город Дрниш, остававшееся в Кийево хорватское население также покинуло село.

### Предыстория
После победы Хорватского демократического содружества (ХДС) на первых многопартийных выборах в Хорватии в апреле-мае 1990 года межнациональные отношения между хорватами и сербами значительно ухудшились. Опасаясь вооруженного конфликта Югославская народная армия ещё в 1990 году конфисковала оружие у сил территориальной обороны Хорватии. 17 августа 1990 межнациональная напряженность вылилась в открытое противостояние сербского меньшинства с новыми властями Хорватии. Центром сопротивления стала часть Далмации вокруг города Книн, населенная преимущественно сербами. Первые столкновения произошли 1-2 марта в городе Пакрац, а первые жертвы конфликта появились во время вооруженных столкновений в районе Плитвицких озёр 1 апреля 1991 года. После этих событий руководство сербов Хорватии объявило о намерении воссоединиться с Сербией.
К 1991 году в Кийево проживало 1261 человек, 99,6 % из которых были хорватами. Однако окружающие Кийево села Полача, Цивляне и Сетина населялись преимущественно сербами. После Революции бревен три сербские деревни присоединились к САО Краина, после чего доступ в Кийево был ограничен баррикадами на дорогах вокруг села. В ответ жители Кийево создали отряды специальной милициию
После вооруженного инцидента на Плитвицких озёрах 1 апреля 1990 года силы САО Краина взяли в заложники трех хорватских полицейских из соседнего города Дрниш. По замыслу сербов этих полицейских можно было обменять на захваченных на Плитвицких озёрах сербских военных. Однако отряды милиции в Кийево взяли в заложники несколько гражданских сербов и потребовали освободить трех хорватских полицейских. Стратегическое положение Кийево также определялось его расположением, препятствующим коммуникации между сербскими деревнями.

### Блокада в апреле-мае
В ночь с 27 на 28 апреля 1990 года группа офицеров МВД Хорватии смогла добраться в Кийево и организовать там 28 апреля полицейский участок. На следующий день войска ЮНА под командованием начальника штаба Девятого армейского корпуса полковника Ратко Младича перекрыли полный доступ в село. 2 мая вертолёт хорватской полиции с министром обороны Лукой Бебичем на борту был обстрелян военными САО Краина и совершил экстренную посадку в Кийево. После ремонта в тот же день вертолёт вылетел обратно. В этот же день в ходе перестрелки на горе Козьяк погиб участник сербского военного формирования САО Краина.
Президент Хорватии Франьо Туджман призвал общественность положить конец осаде, что привело к массовой демонстрации протеста против ЮНА в Сплите, организованной 6 мая 1991 года профсоюзом судоверфи Бродосплит. На следующий день толпа в боснийской городе Широки-Бриег с требованием остановить осаду Кийево перекрыла дорогу колонне ЮНА, вышедшей из города Мостар. Однако прибывший на место глава Боснии и Герцеговины Алия Изетбегович заявил, что колонна двигается в город Купрес, а не в Кийево. В ходе переговоров через несколько дней блокада Кийево все-таки была снята.

### Августовская блокада
Майское соглашение не приказало долго жить и уже 17 августа 1991 года подразделение ЮНА во главе с тем же Младичем вновь перекрывает дороги ведущие в Кийево. На следующий день лидер хорватских сербов Милан Мартич выставляет ультиматум полицейским и жителям Кийево покинуть село в течение двух дней иначе против них будут применены армейские силы.
Между 23 и 25 августом хорватские власти эвакуируют из Кийево практически все население. В попытке завладеть оружием, необходимым для поправки ухудшающегося положения в Кийево, 25 августа хорватские силы совершают неудачную попытку нападения на военную часть ЮНА в городе Синь, в 38 км от места осады.
26 августа войска ЮНА атакуют Кийево, обороняющееся силами 58 слабо вооруженных полицейских под командованием Мартина Чичина Шаина. Между 5:18 и 13:00 по селу запускают 1500 артиллерийских снарядов при авиационной поддержке югославских ВВС. После полудня ЮНА начинает наземную операцию силами 30 танков при поддержке пехоты ЮНА и сербского ополчения.
К 16:30 ЮНА входит в Кийево. Под полный контроль сербов и ЮНА село переходит к 22:30. Преследуемые югославской авиацией хорватские полицейские отходят через гору Козьяк в сторону Дрниша.

### Итоги
Столкновения между силами Хорватии и ЮНА в Кийево были первым примером открытого взаимодействия югославской армии и сербских сепаратистов из САО Краина. Обороняющиеся силы понесли небольшие потери в виде двух раненых, однако одна из отступающих групп была захвачена в плен и впоследствии участвовала в обмене военнопленными. Жертв среди бойцов ЮНА не было. Разрушение Кийево стало одним из самых громких преступлений сербов на начальном этапе хорватской войны за независимость. В последующие дни, участвующие в боях за Кийево подразделения ЮНА продвинулись в направлении Синя, захватив небольшой город Врлика, а затем были передислоцированы для участие в битве за Шибеник в середине сентября.
Международный трибунал по бывшей Югославии признал Милана Мартича виновным по нескольким эпизодам, в том числе и за участие в осаде Кийево, которая стала первым случаем применения стратегии этнических чисток во время югославских войн. События в Кийево не вошли в уголовный процесс над Ратко Младичем, однако за участие в них хорватский суд заочно приговорил сербского полковника к 20 лет заключения.